# Lijst van vuurtorens op Aruba
Deze lijst vormt een overzicht van vuurtorens op Aruba.

## Vuurtorens
| Naam                     | Afbeelding | Bouw- jaar | Locatie en coördinaten             | Status                   | Hoogte toren | NGA- nummer   | Admiralty- nummer | Bereik (NM) |
| ------------------------ | ---------- | ---------- | ---------------------------------- | ------------------------ | ------------ | ------------- | ----------------- | ----------- |
| Vuurtoren Fort Zoutman   |            | 1866-1868  | Oranjestad 12° 31′ NB, 70° 2′ WL   | buiten dienst sinds 1963 | 5 etages     | ARLHS ARU-004 | --                | --          |
| Vuurtoren Seroe Colorado |            | ca. 1881   | San Nicolas 12° 25′ NB, 69° 52′ WL | actief                   | 8 m          | 15960         | J6368             | 21          |
| Vuurtoren California     |            | 1916       | Noord 12° 37′ NB, 70° 3′ WL        | actief                   | 30 m         | 15850         | J6330             | W 19 R 19   |

## Lichtopstanden
| Admiralty- nummer | NGA- nummer | Naam                                               | Afbeelding | Locatie     | Locatie & coördinaten (N/W) | Bouw- jaar | Status | Elevatie (m) | Bereik (NM) | Beschrijving/hoogte (m) | Karakter         |
| ----------------- | ----------- | -------------------------------------------------- | ---------- | ----------- | --------------------------- | ---------- | ------ | ------------ | ----------- | ----------------------- | ---------------- |
| J6365             | 15958       | Indiaanskop                                        | --         | San Nicolas | 12° 24.9′ NB, 69° 53.9′ WL  | onbekend   | actief | 3            | --          | Baken                   | Fl G 2s          |
| J6346             |             | Hooiberg                                           | --         |             | 12° 31.0′ NB, 69° 59.7′ WL  | --         | actief | 184          | --          | Toren 19,0              | Aero F R         |
| J6346.2           | --          | Queen Beatrix International Airport                | --         |             | 12° 30.2′ NB, 70° 00.4′ WL  | --         | actief | --           | 5           | Toren                   | Aero ALFL WG 60s |
| J6340             | --          | Oranjestad W'lijke ingang Geleidelichten 110° Laag | --         | Paardenbaai | 12° 31.3′ NB, 70° 02.8′ WL  | --         | actief | --           | --          | ZGlHS-mast              | 3F G             |
| J6340.1           | --          | Oranjestad Hoog 430 m van lage licht               | --         | Paardenbaai | 12° 31.3′ NB, 70° 02.5′ WL  | --         | actief | --           | --          | ZGlHS-mast              | 5F G             |
| J6343.5           | --          | № 3 Oranjestad West Channel                        | --         | Paardenbaai | 12° 31.6′ NB, 70° 03.2′ WL  | --         | actief | --           | --          |                         | Fl(2) R 4s       |
| J6342             | --          | № 7 Oranjestad West Channel                        | --         | Paardenbaai | 12° 31.1′ NB, 70° 03.0′ WL  | --         | actief | --           | --          |                         | Fl(2) G 5s       |